# オクスフォード式綴り
オクスフォード式綴り (Oxford spelling) とは、オクスフォード英語辞典 (OED) およびその系統の辞書など、オクスフォード大学出版局から出ている書籍で用いられている英単語の綴り。IETF言語タグによる略号はen-GB-oxendict。
ほぼイギリス式だが、ギリシア語 -ιζειν (-izein) に由来する「～にする」という意味の接辞を、-ise でなく -ize とする点が異なる。一方 analyse, paralyse, catalyse など、-yse で終わるものは -yze とはしない。英国内の新聞では大部分が -ise を用い、ネイチャーなど学術誌や国連機関では -ize が用いられる。

## 語例
以下イギリス式 (en-GB)、オクスフォード式 (en-GB-oxendict)、アメリカ式 (en-US) の三種の綴りによる単語の表である。
| en-GB         | en-GB-oxendict | en-US         |
| ------------- | -------------- | ------------- |
| analyse       | analyse        | analyze       |
| behaviour     | behaviour      | behavior      |
| centre        | centre         | center        |
| defence       | defence        | defense       |
| globalisation | globalization  | globalization |
| realise       | realize        | realize       |